# Папышев, Иван Петрович
Иван Петрович Папышев (1915—1999) — старшина Советской Армии, участник Великой Отечественной войны, Герой Советского Союза (1945).

## Биография
Иван Папышев родился 10 марта 1915 года в деревне Чинянино Самохваловской волости Тарского уезда Тобольской губернии. После окончания семи классов школы работал сначала в колхозе, затем на шахте. В 1936—1938 годах проходил службу в Рабоче-крестьянской Красной Армии. Демобилизовавшись, служил в органах НКВД СССР.
В 1941 году Папышев повторно был призван в армию. С августа 1942 года — на фронтах Великой Отечественной войны.
К январю 1945 года гвардии старшина Иван Папышев командовал разведвзводом 60-го гвардейского кавалерийского полка 16-й гвардейской кавалерийской дивизии 7-го гвардейского кавалерийского корпуса 69-й армии 1-го Белорусского фронта. Отличился во время освобождения Польши. 17-18 января 1945 года Папышев проводил разведку в период боёв за освобождение Томашува, добыв важные для командования разведданные. Во время форсирования реки Варта взвод Папышева разгромил вражеские миномётные позиции, уничтожил 9 миномётных расчётов. Пройдя с боями от Вислы до Одера, взвод Папышева захватил более 20 складов с военным имуществом противника, взяв в плен 76 вражеских солдат и офицеров.
Указом Президиума Верховного Совета СССР от 27 февраля 1945 года за «образцовое выполнение боевого задания командования в борьбе с немецкими захватчиками и проявленные при этом мужество и героизм» гвардии старшина Иван Папышев был удостоен высокого звания Героя Советского Союза с вручением ордена Ленина и медали «Золотая Звезда» за номером 5670.
Входил в парадный расчёт, нёсший прибывшее в Москву из Берлина Знамя Победы. Участвовал в Параде Победы. В 1946 году Папышев был демобилизован. Проживал и работал в Москве.
Умер 2 февраля 1999 года, похоронен на Котляковском кладбище Москвы.
Был также награждён орденами Красного Знамени, Отечественной войны 1-й и 2-й степеней, Красной Звезды, рядом медалей.